# Live 1991
Live 1991 (tytuł kompletny: Live 1991: A Romantic Evening at the McCallum Theatre) – koncertowy film wideo amerykańskiego muzyka Raya Charlesa, wydany w 1991 roku. Stanowi on zapis koncertu muzyka w McCallum Theatre w Palm Desert w Kalifornii, który odbył się w 1991 roku.

## Lista utworów
1. "They Can't Take That Away from Me"
2. "If You Go Away"
3. "It Hurts to Be in Love"
4. "Georgia on My Mind"
5. "Eleanor Rigby"
6. "It's Not Easy Being Green"
7. "The Good Life"
8. "For Mama"
9. "Take These Chains from My Heart"
10. "Your Cheating Heart"
11. "All I Ever Needed Is You"
12. "America the Beautiful"